# Ceratocystis laricicola
Ceratocystis laricicola är en svampart som beskrevs av Redfern & Minter 1987. Ceratocystis laricicola ingår i släktet Ceratocystis och familjen Ceratocystidaceae.   Inga underarter finns listade i Catalogue of Life.